# Hnefatafl
Hnefatafl (čti [chnevatavl]; staroseversky králova deska: hnefi [chnevi] - král a tafl [tavl] - deska) je norská desková hra, která vznikla někdy ve 4. století. Je pravděpodobně odvozená z římské hry lātrunculī, která je zase kopií řecké hry petteia.
Velmi oblíbená byla v celé Skandinávii a díky tomu, že si ji vikingové brali na své plavby, se brzy rozšířila i do míst, která navštívili. Od roku 1155 začaly být všechny její verze (označují se jako taflové hry, anglicky tafl games) vytlačovány šachami (staronorsky skáktafl - kostkovaná deska), přesto Sámové hráli tablut až do 18. století.
Vikingové považovali dobrou znalost hnefataflu za hodnotnou dovednost, v jednom příběhu se vypráví o tom, že jeden Seveřan zabil druhého kvůli tomu, že s ním odmítl hrát.

## Varianty hry
Jednotlivé variace hry se liší podle místa a doby, ve které se hrály, podle velikosti hrací desky a rozestavení a počtu kamenů při zahájení hry. Při některých se také používaly kostky, jejichž hodem se určilo, o kolik polí se kámen může pohnout.
Ard-Ri (gaelsky àrd-righ – velký král) se hrála ve Skotsku na desce 7×7.
Fidchell, Fichtneall (irsky ficheall – dřevěná chytrost) je irská verze hraná na deskách 7×7 nebo 9×9.
Brandub (irsky Bran dubh – černý havran), předchozí verze s kostkami. Místo krále je v ní Brannán, náčelník.
Gwyddbwyll, velšská verze hraná na desce 7×7.
Tawlbyund, Tawl-Bwrdd, velšská verze hraná na desce 11×11, ke které se používaly kostky (tawl znamená velšsky házet). První záznamy o ní pořídil roku 1587 Robert ap Ifan.
Alea evangelii je pojmenovaná podle prvních dvou slov rukopisu, který ji přisuzuje náboženský charakter. Hrála se za saských časů na desce 19×19 se 73 kameny, které představovaly lodě.
Tablut, finská verze hraná na desce 9×9. Její pravidla zaznamenal roku 1732 během své cesty Laponskem Carl Linné, který za obránce považoval Švédy a za útočníky Moskvany.

## Herní potřeby a pravidla
Hraje se na hrací desce 11×11 polí (nebo větší 13×13) s vyznačeným středovým polem nazývaným hrad či trůn, s 12 bílými kameny a králem pro obránce a 24 černými kameny pro útočníka. Útočníkovým cílem hry je zajmout krále, obráncovým uprchnout s králem do rohu hrací desky. Hráči se v tazích pravidelně střídají.

### Pravidla
- Všechny kameny mohou táhnout jako věž v šachu - o libovolný počet volných polí nahoru, dolů, doleva a doprava, dokud nenarazí na překážku.
  - Na pole ve středu a rohy hracího plánu smí vstoupit jen král, ostatní kameny mohou ve svém tahu středové pole jen přeskočit.
- Každý kámen (kromě krále) je zajat, pokud je ze dvou protilehlých stran těsně sevřen nepřátelskými kameny tak, že se nemůže hýbat.
  - Pokud kámen do této pozice vstoupí, zajat není.
  - Jedním tahem je možné zajmout i více soupeřových kamenů.
  - K zajetí lze využít i zvýrazněná pole (rohy a středové pole bez krále), která tak zastupují jeden obkličující kámen.
- Král je zajat, pokud je obklíčen ze všech čtyř stran, nebo ze tří stran a trůnem.
  - Král může zajímat stejným způsobem jako ostatní kameny.